# Народно читалище „Напредък – 1920“ (Царев брод)
Вижте пояснителната страница за други значения на Народно читалище „Напредък“.
Народно читалище „Напредък – 1920“ е читалище в село Царев брод, община Шумен, област Шумен. Разположено на адрес: ул. „Хан Аспарух“ № 1. То е действащо читалище, регистрирано под номер 2026 в Министерство на Културата на Република България. Към 2020 г. председател на читалищното настоятелство е Стефан Борисав Живков, а секретар – Анна Митева Михайлова.
Фондът на библиотеката към читалището включва около 15909 тома литература. Към читалището има танцов състав „Фолклорна жарава“, както и фолклорна и коледарска група.

## История
Основано е през 1920 г. от 20 видни жители на селото. Единодушно за име е избрано „Напредък“. Приема се устав и се определя сума за встъпителен членски внос по 5 лв., а годишен – 12 лв. За председател е избран Йосиф Шнел. Скоро след това отваря врати читалня в стая от къщата на Добри Чернев. По-късно читалнята на няколко пъти сменя своето място. От 1927 г. се пренася в училището.
Голямо оживление в дейността на читалището внася театърът. Първото театрално представление в селото се състои на 8 януари 1930 г. с пиесата „Балканска комедия“, в която участват няколко ентусиазирани младежи от селото. Следват години с изключително богата театрална програма.
Строежът на читалищна сграда започва през 1934 г. с помощта на общината и хората от селото. След привършване на грубата работа през 1936 г. в сградата се нанасят библиотеката, читалнята и канцеларията. По-късно е построена и сцена. Към читалището е основан танцов състав „Фолклорна жарава“.